# Glyphus
Glyphus is een geslacht van kreeftachtigen uit de klasse van de Malacostraca (hogere kreeftachtigen).

## Soort
- Glyphus marsupialis Filhol, 1884